# Mapa de los sonidos de Tokio
Mapa de los sonidos de Tokio (del inglés: 'Map of the Sounds of Tokyo') es una película de cine española dirigida por Isabel Coixet. La película compitió por la Palma de Oro en la 62.ª edición del Festival Internacional de Cine de Cannes, en mayo de 2009.

## Argumento
El argumento gira en torno a una joven solitaria de aspecto frágil, Ryu, que lleva una doble vida: de noche trabaja en una lonja de pescado de Tokio y esporádicamente recibe encargos como asesina a sueldo.
A su vez, el señor Nagara, cuya hija Midori se ha suicidado recientemente, culpa de ello a David, un hombre de origen español afincado en Tokio que posee un negocio de venta de vinos. Ishida, un empleado del señor Nagara que amaba a Midori en silencio, contrata a Ryu para que asesine a David.

## Comentarios
El 15 de septiembre de 2009 es candidata a representar a España como mejor película extranjera en los Oscar 2009, junto a El baile de la Victoria y Gordos

## Reparto
- Rinko Kikuchi - Ryu
- Sergi López - David
- Min Tanaka - Narrador
- Manabu Oshio - Yoshi
- Takeo Nakahara - Nagara
- Hideo Sakaki - Ishida

## Críticas
La película ha sido criticada por representar erróneamente la cultura japonesa. Una escena en la película muestra nyotaimori (la práctica de servir sushi en el cuerpo de una mujer desnuda) como si fuera común en Japón mientras que en la realidad prácticamente esto no existe al igual que otras escenas ficticias que aparecen en la película.